# 威斯康星大学综合学院
威斯康星大学综合学院（英語：University of Wisconsin Colleges）是美国威斯康星大学综合学院辖下包括十三所分校及在线学校，课程专为大学第一和第二年的学生而设。

## 分校一览
- 芭拉布/撒欧克县 (UW-Baraboo/Sauk County)
- 巴龙县 (UW-Barron County)
- 方杜拉克 (UW-Fond du Lac)
- 狐谷 (UW-Fox Valley)
- 马尼托沃克 (UW-Manitowoc)
- 马拉忪县 (UW-Marathon County)
- 马莉那特 (UW-Marinette)
- 泽田/活地县 (UW-Marshfield/Wood County)
- 烈治兰 (UW-Richland)
- 洛矶县 (UW-Rock County)
- 树柏根 (UW-Sheboygan)
- 华盛顿县 (UW-Washington)
- 华基沙 (UW-Waukesha)

综合学院除可颁发副学士学位（Associate of Arts and Science degree）之外，个别学院也可于跟其它四年制大学合作之下，颁发学士学位。此外，综合学院鼓励学生参加“转学保证计划”（Guaranteed Transfer Program），以综合学院作为进入其它威斯康星四年制大学的台阶。在转学保证计划之内，学生只要达到一定的成绩水平，则于大学第三年时可保证转送到学生所选的大学，当中包括威斯康星大学-麦迪逊分校。

## 外部連結
- 威斯康星大学综合学院-芭拉布/撒欧克县分校 （页面存档备份，存于） (UW-Baraboo/Sauk County)
- 威斯康星大学综合学院-巴龙县分校 (UW-Barron County)
- 威斯康星大学综合学院-方杜拉克分校 （页面存档备份，存于） (UW-Fond du Lac)
- 威斯康星大学综合学院-狐谷分校 （页面存档备份，存于） (UW-Fox Valley)
- 威斯康星大学综合学院-马尼托沃克分校 (UW-Manitowoc)
- 威斯康星大学综合学院-马拉忪县分校 (UW-Marathon County)
- 威斯康星大学综合学院-马莉那特分校 (UW-Marinette)
- 威斯康星大学综合学院-泽田/活地县分校 (UW-Marshfield/Wood County)
- 威斯康星大学综合学院-烈治兰分校 （页面存档备份，存于） (UW-Richland)
- 威斯康星大学综合学院-洛矶县分校 （页面存档备份，存于） (UW-Rock County)
- 威斯康星大学综合学院-树柏根分校 (UW-Sheboygan)
- 威斯康星大学综合学院-华盛顿县分校 （页面存档备份，存于） (UW-Washington)
- 威斯康星大学综合学院-华基沙分校 （页面存档备份，存于） (UW-Waukesha)
- 威斯康星大学综合学院在线 （页面存档备份，存于） (UW-Online)